# Куриловское муниципальное образование (Новоузенский район)
Куриловское сельское поселение — муниципальное образование в составе Новоузенского района Саратовской области. Административный центр — село Куриловка. На территории поселения находятся 21 населённый пункт — 4 села, 7 посёлков, 10 хуторов.
В 2023 году муниципальное образование было укрупнено путём объединения с Бессоновским и Дмитриевским муниципальными образованиями Новоузенского района.

## Население
| 2010  | 2011  | 2012  | 2013  | 2014  | 2015  | 2016  |
| ----- | ----- | ----- | ----- | ----- | ----- | ----- |
| 3454  | ↘3446 | ↘3394 | ↘3342 | ↘3330 | ↘3261 | ↘3199 |
| 2017  | 2018  | 2019  | 2020  | 2021  |       |       |
| ↘3121 | ↘3096 | ↘2997 | ↘2951 | ↘2923 |       |       |

## Состав сельского поселения
| №  | Населённый пункт | Тип населённого пункта       | Население |
| -- | ---------------- | ---------------------------- | --------- |
| 1  | Анфимов 1-й      | хутор                        | 3         |
| 2  | Богачёв          | хутор                        | 2         |
| 3  | Большой Вязок    | хутор                        | 7         |
| 4  | Верхние Бараки   | хутор                        | 6         |
| 5  | Владимировка     | хутор                        | 7         |
| 6  | Зизевский        | хутор                        | 4         |
| 7  | Зикелин          | хутор                        | 1         |
| 8  | Малый Вязок      | хутор                        | 3         |
| 9  | Мирской          | хутор                        | 12        |
| 10 | Крепость Узень   | село                         | ↗649      |
| 11 | Куриловка        | село, административный центр | ↘2746     |
| 12 | Нижние Бараки    | хутор                        | 5         |
| 13 | Ровный           | посёлок                      | 9         |